# Gravity gun
A gravity gun (magyarul gravitációs fegyver) egy videójátékoknál használatos fegyver neve, azon belül is az olyan FPS műfajú játékoknál, amelyekben fizikai motor is van. Ezzel a fegyverrel a játékos manipulálhatja a környezetében lévő tárgyakat, így akár áthelyezheti, megsemmisítheti vagy bármely ehhez hasonló dolgot tud vele csinálni, de akár lövedékként vagy pajzsként is használhatja az NPC-k és az ellenségek ellen. A fegyvert a játékos vagy a saját eszköztárából vagy a fegyverei közül tudja kiválasztani. Népszerűsége a Valve Software által létrehozott Half-Life 2-től kezdődött, ugyanis ebben a játékban jelent meg először ez a fajta fegyver, de később az id Software a Doom 3 című játékának kiegészítőjében, a Doom 3: Resurrection of Evil-ben is beépített egy ilyen típusú fegyvert. Ettől kezdve számos más játékba is bekerült, persze mindegyikben más és más tulajdonságokkal felruházva.

## Half-Life 2
A Valve Software által készített Half-Life 2-ben jelentős szerepet játszik a Havok fizikai motor. A fegyverrel a játékos el tudja mozdítani a környezetében lévő tárgyakat, habár nem mindegyiket, ugyanis vannak korlátai az eszköznek: nem tud felemelni vele például egy kisebb méretű konténert, de még egy jelzőtáblát sem tud kihúzni vele a földből. A játék felénél veheti át Gordon Freeman, vagyis a játékos a hivatalosan „zero-point energy field manipulator”-nak nevezett gravitációs fegyvert egy Alyx Vance nevű hölgytől, aki elmagyarázza nekünk, hogy a szerkezetet veszélyes anyagok mozgatásához tervezték, de általában csak súlyosabb objektumok emeléséhez használják. A gravitációs fegyver erősen függ a használójának képességeitől. Csak úgy, mint a többi fegyvernek a játékban, ennek is van két funkciója. Az elsődleges funkció során a játékos elhajíthatja vagy széttörheti az adott tárgyat, míg a másodlagossal magához húzhatja és megfoghatja a fegyverrel az esetleges objektumot. Viszont nem mindegy, hogy milyen távolságban van a tárgy, mivel csak egy bizonyos távolságig hat az eszköz mindkét funkciónál. Ha a másodlagossal megfogtunk a tárgyat, úgy az elsődleges móddal eldobhatjuk azt, akár egy felénk tartó ellenségre vagy bármi másra, s ezáltal vagy megsebezzük az ellenséget vagy a tárgy, összetételétől függően, széttörik.
Ezeket a funkciókat használva a játékos egy kiváló fegyverre tehet szert, amivel akár barikádot is építhet maga köré vagy egy elérhetetlennek tűnő egészségügyi dobozt magához húzhat. Kiváló sebzést biztosítanak a játékban található fűrészes pengék, üzemanyag hordók és hidrogén tankok. Habár a fegyver nehezebb tárgyakat és embereket már nem képes felemelni, mégis, a játék vége felé sötét energiával töltődik fel, amely során már a súlyosabb tárgyak és az emberek felemelése sem okoz problémát.

### Fogadtatás
A fegyver jó kritikákat kapott és a Half-Life 2 legnagyobb újdonságaként tartják számon: a planetHalf-Life.com című weboldal szerint a gravitációs fegyver „a következő szint az interaktív játék terén”. Az Electronic Gaming Monthly szerint a fegyver a „gondolkodó ember halálos fegyvere”, amellyel „csupa móka a gravitációval és a mindennap használatos tárgyakkal megölni az ellenfeleket”. A Call of Duty-sorozat Hank Keirsey nevű katonai szakértője szerint „nem túl hasznos fegyver”. Mindazonáltal vitatja történelmi példáját: „Az ókorban már elég korán felfedezték, hogy hogyan tudják a gravitációt saját hasznukra fordítani, ami általában sziklák ledobásával vagy forró olaj leöntésében merült ki, s azok, akik nem tisztelték a gravitációt, áldozatává váltak.”

## Doom 3
Habár a Half-Life 2-ben volt először gravitációs fegyver, az id Software-nek már előzőleg volt egy hasonló elképzelése egy ilyen fegyverről a Doom 3 fejlesztésekor. Matt Hooper, az id Software egyik tervezője, azt állítja, hogy „mi már használtunk ilyen fegyvert a játékban, de csak a fejlesztésénél, mivel sokat segített a különböző tárgyak pakolásában.” Általában a Doom 3-ban szereplő szobák lerombolásához használták: adott volt egy szépen kialakított ősi szoba, amit ezzel az eszközzel könnyedén romossá tudtak alakítani. Habár használták a fejlesztés során a fegyvert, mégsem került bele a végleges játékba, amit Hooper a következővel magyaráz: „sokat beszéltünk arról, hogy bekerüljön-e vagy sem, de végül arra jutottunk, hogy már amúgy is sok fegyver és más nagyszerű dolog áll a játékos rendelkezésére, úgyhogy ez sem került be a játékba, csak úgy mint még jó pár más dolog sem.” A Nerve Software viszont felújította és be is építette a fegyver kódját a Doom 3 kiegészítőjébe, a Doom 3: Resurrection of Evil-be, öt hónappal a Half-Life 2 megjelenése után.
A Doom 3 történetében a gravitációs fegyvert ionized plasma levitator-ként említették, amit a Union Aerospace Corporation fejlesztette ki veszélyes anyagok mozgatásához, amely tulajdonképpen a tractor beam előfutára volt. Már a Resurrection of Evil elején megkapja a játékos a fegyvert, amit gyakran csak simán „Grabber”-nek hívnak (szabad fordításban magyarul ez annyit jelent, mint megragadó). A Grabber hasonlóan működik mint a Half-Life 2-ben lévő társa, annyi különbséggel, hogy ennek csak egy funkciója van. Mikor a játékos az adott tárgyra irányítja a fegyvert, akkor az bezárul és megfogja azt, s így a játékos felemelheti a tárgyat, amit azután kilőhet. Ezáltal fegyverként is lehet használni ezt az eszközt és nagyon hasznos lehet akkor, ha például a játékos felé száguld egy ellenség által elhajított tűzgolyó, mivel így akár azt meg is foghatja és vissza is hajíthatja a feladónak. Viszont akármennyire is jól funkcionál fegyverként, egyáltalán nem lehet úgy hosszabb időre felemelni és megtartani vele a tárgyakat, mint a Half-Life 2-ben, mivel egy rövid idő után túltöltődik és elengedi az objektumot. A kritikusok mindig a Half-Life 2-béli gravitációs fegyverrel hasonlítják össze a Doom 3-as Grabber-t, amely jóval tökéletesebben használható harc közben, mint vetélytársa. Azonban még ennek ellenére is alkalmatlanabbnak tartják a Grabber-t, mivel csak nagyon ritkán lehet közelharcokban használni.

## Egyéb játékok
Különböző videójátékokban is megjelent ez a fajta fegyver, s leggyakrabban a harcokban használják, mivel a legtöbb esetben fegyverként szerepel a játékokban. A Portal játékban az Aperture Science által kifejlesztett „Handheld Portal Device”-re keresztelt eszköz csak meghatározott ideig képes tárgyakat felemelni. Ennek ellentéte a Crytek cég által kifejlesztett Crysis videójáték, amelyben a játékosnak lehetősége van arra, hogy a tárgyakat és az ellenségeket eldobálja. Viszont vannak olyan játékok, amelyekben másként funkcionál ez a fajta fegyver. Az Arkane Studios által kifejlesztett Dark Messiah of Might and Magic-ben a telekinézissel hasonló dolgokat tudunk végrehajtani, mint a Half-Life 2 gravitációs fegyverével. A 2K Games BioShock című játékában a játékos a DNS-eit használja fel a telekinézishez.
A gravitációs fegyver a 2009-ben készült District 9 című filmben is feltűnik, egy idegen lények által létrehozott (akár belülről is irányítható) védelmi robot fegyverzeteként. A filmben egy disznó tetemét szívja magához a fegyver és azzal semlegesít egy katonát.

## Külső hivatkozások
- Valve Software hivatalos oldala (angolul)
- id Software hivatalos oldala (angolul)